# Adrien Barthélemy Louis Henri Rieunier
Adrien Barthélemy Louis Henri Rieunier, francoski admiral in politik, * 6. marec 1833, Castelsarrasin, † 10. julij 1918, Albi.
Leta 1893 je bil minister za vojno mornarico Francije in v letih 1898−1902 je bil poslanec.